# Schartl
Schartl ist ein Film aus dem Jahre 1994 von Sigi Zimmerschied.

## Handlung

### Rahmenhandlung
Der niederbayerische Bauer Schartl, so genannt wegen seiner Hasenscharte, führt seinen blutrünstigen, wirren und bösen Film über die Träume, Machtverhältnisse und Lebensumstände der Niederbayern einem Münchner Fernsehredakteur vor.

### Zwischenhandlungen
Ein windiger Fernsehmoderator erschlägt seine aufmüpfigen Talkshowgäste mit dem von ihm vorher zum Thema erhobenen Dreschflegel.
Ein bayerischer Beamter findet sein Haus nicht mehr und schläft mit der Nachbarin, da die Reihenhäuser sich sogar innerlich viel zu stark gleichen.
Ein kleiner Hutmacher gibt sich seinen hitlerartigen Allmachtsphantasien hin.
Eine verschüchterte Nonne wird vom Kloster in die Stadt geschickt, um der Welt das Wort Gottes zu bringen, und landet in einem den christlichen Glauben zum Fetisch machenden Bordell.

## Kritik
Während epd film „Ansätze  zur Überwindung der Schwächen des deutschen Kabarettistenfilms“ sieht, schreibt das Lexikon des internationalen Films: „Mit seiner unreflektierten Bosheit stößt der Film  mehr ab, als daß er reale Zustände erhellt. – Wir raten ab.“